# Greenwood, Indiana
Greenwood är en stad (city) i Johnson County, i delstaten Indiana, USA. Enligt United States Census Bureau har staden en folkmängd på 51 584 invånare (2011) och en landarea på 55 km².